# Liste des héritiers du trône d'Irlande
 (avril 2021).
Cet article donne la liste des héritiers du trône d'Irlande depuis l'Acte de la Couronne d'Irlande de 1541 jusqu'à l'Acte d'Union de 1801. Contrairement à d'autres monarchies, les règles de succession n'ont pas inclus la loi salique, mais les droits des femmes n'ont cependant pas toujours été respectés.

## Liste des héritiers par dynastie
Le nom de la dynastie indiqué se réfère au souverain alors en place. Les héritiers peuvent appartenir à d'autres dynasties.
Les héritiers qui sont montés par la suite sur le trône sont indiqués en gras.

### Maison Tudor (1541-1603)
Avec l'avènement d'Henri VIII d'Angleterre sur le trône d'Irlande le 18 juin 1541, la liste des héritiers des trônes d'Angleterre et d'Irlande se confond jusqu'à l'Acte d'Union du 1er mai 1707. Par la suite, la liste des héritiers des trônes britannique et d'Irlande se confond jusqu'à l'Acte d'Union du 1er janvier 1801.
| Héritier | Héritier | Parenté avec le monarque | Devient héritier | Cesse d'être héritier | Durée | 2e dans l'ordre de succession parenté avec l'héritier, dates | Nom du monarque dates de règne                  |
| Portrait | Nom | Parenté avec le monarque | Devient héritier | Cesse d'être héritier | Durée | 2e dans l'ordre de succession parenté avec l'héritier, dates | Nom du monarque dates de règne                  |
| --- | --- | --- | --- | --- | --- | --- | ----------------------------------------------- |
| | Édouard Tudor, prince de Galles futur Édouard VI | fils | 18 juin 1541 Acte de la Couronne d'Irlande | 28 janvier 1547 son avènement | 5 ans, 7 mois et 10 jours | aucun (18 juin 1541 - 7 février 1544) | Henri VIII (18 juin 1541 - 28 janvier 1547)     |
| Marie Tudor sa demi-sœur (7 février 1544 - 28 janvier 1547) | Édouard Tudor, prince de Galles futur Édouard VI | fils | 18 juin 1541 Acte de la Couronne d'Irlande | 28 janvier 1547 son avènement | 5 ans, 7 mois et 10 jours | | Henri VIII (18 juin 1541 - 28 janvier 1547)     |
| | Marie Tudor future Marie Ire | demi-sœur | 28 janvier 1547 avènement de son demi-frère | 21 juin 1553 exclue de la succession par lettres patentes | 6 ans, 4 mois et 24 jours | Élisabeth Tudor sa demi-sœur | Édouard VI (28 janvier 1547 - 6 juillet 1553)   |
| | Jeanne Grey | cousine | 21 juin 1553 désignée héritière par lettres patentes | 10 juillet 1553 son avènement | 19 jours | Catherine Grey sa sœur | Édouard VI (28 janvier 1547 - 6 juillet 1553)   |
| | Catherine Grey | sœur | 10 juillet 1553 avènement de sa sœur | 19 juillet 1553 avènement de Marie Ire | 9 jours | Marie Grey sa sœur | Jeanne Grey (10 - 19 juillet 1553)              |
| | Élisabeth Tudor future Élisabeth Ire | demi-sœur | 19 juillet 1553 avènement de sa demi-sœur | 17 novembre 1558 son avènement | 5 ans, 3 mois et 29 jours | aucun | Marie Ire (19 juillet 1553 - 17 novembre 1558)  |
| Succession incertaine (17 novembre 1558 - 24 mars 1603) : pour les partisans de la maison Stuart, la succession s'appliquait en vertu de la primogéniture cognatique et s'établissait comme suit                                         | Succession incertaine (17 novembre 1558 - 24 mars 1603) : pour les partisans de la maison Stuart, la succession s'appliquait en vertu de la primogéniture cognatique et s'établissait comme suit | Succession incertaine (17 novembre 1558 - 24 mars 1603) : pour les partisans de la maison Stuart, la succession s'appliquait en vertu de la primogéniture cognatique et s'établissait comme suit | Succession incertaine (17 novembre 1558 - 24 mars 1603) : pour les partisans de la maison Stuart, la succession s'appliquait en vertu de la primogéniture cognatique et s'établissait comme suit | Succession incertaine (17 novembre 1558 - 24 mars 1603) : pour les partisans de la maison Stuart, la succession s'appliquait en vertu de la primogéniture cognatique et s'établissait comme suit | Succession incertaine (17 novembre 1558 - 24 mars 1603) : pour les partisans de la maison Stuart, la succession s'appliquait en vertu de la primogéniture cognatique et s'établissait comme suit | Succession incertaine (17 novembre 1558 - 24 mars 1603) : pour les partisans de la maison Stuart, la succession s'appliquait en vertu de la primogéniture cognatique et s'établissait comme suit | Élisabeth Ire (17 novembre 1558 - 24 mars 1603) |
| | Marie Stuart, reine d'Écosse | cousine | 17 novembre 1558 avènement de sa cousine | 8 février 1587 son décès | 28 ans, 2 mois et 22 jours | aucun (17 novembre 1558 - 19 juin 1566) | Élisabeth Ire (17 novembre 1558 - 24 mars 1603) |
| Jacques Stuart, roi d'Écosse son fils (19 juin 1566 - 8 février 1587) | Marie Stuart, reine d'Écosse | cousine | 17 novembre 1558 avènement de sa cousine | 8 février 1587 son décès | 28 ans, 2 mois et 22 jours | | Élisabeth Ire (17 novembre 1558 - 24 mars 1603) |
| | Jacques Stuart, roi d'Écosse futur Jacques Ier | cousin | 8 février 1587 décès de sa mère | 24 mars 1603 son avènement | 16 ans, 1 mois et 16 jours | aucun (8 février 1587 - 19 février 1594) | Élisabeth Ire (17 novembre 1558 - 24 mars 1603) |
| Henri-Frédéric Stuart, duc de Rothesay son fils (19 février 1594 - 24 mars 1603) | Jacques Stuart, roi d'Écosse futur Jacques Ier | cousin | 8 février 1587 décès de sa mère | 24 mars 1603 son avènement | 16 ans, 1 mois et 16 jours | | Élisabeth Ire (17 novembre 1558 - 24 mars 1603) |
| Succession incertaine (17 novembre 1558 - 24 mars 1603) : pour les partisans des familles Brandon et Grey, la succession s'appliquait en vertu du Troisième Acte de Succession et du testament d'Henri VIII, et s'établissait comme suit | | | | | | | Élisabeth Ire (17 novembre 1558 - 24 mars 1603) |
| | Frances Brandon | cousine | 17 novembre 1558 avènement de sa cousine | 20 novembre 1559 son décès | 1 an et 3 jours | Catherine Grey sa fille | Élisabeth Ire (17 novembre 1558 - 24 mars 1603) |
| | Catherine Grey | cousine | 20 novembre 1559 décès de sa mère | 26 janvier 1568 son décès | 8 ans, 2 mois et 6 jours | Marie Grey sa sœur | Élisabeth Ire (17 novembre 1558 - 24 mars 1603) |
| | Marie Grey | cousine | 26 janvier 1568 décès de sa sœur | 20 avril 1578 son décès | 10 ans, 2 mois et 25 jours | Margaret Clifford, comtesse de Derby sa cousine | Élisabeth Ire (17 novembre 1558 - 24 mars 1603) |
| | Margaret Clifford, comtesse de Derby | cousine | 20 avril 1578 décès de sa cousine | 28 septembre 1596 son décès | 18 ans, 5 mois et 8 jours | Ferdinando Stanley, comte de Derby son fils (20 avril 1578 - 16 avril 1594) | Élisabeth Ire (17 novembre 1558 - 24 mars 1603) |
| Anne Stanley sa petite-fille (16 avril 1594 - 28 septembre 1596) | Margaret Clifford, comtesse de Derby | cousine | 20 avril 1578 décès de sa cousine | 28 septembre 1596 son décès | 18 ans, 5 mois et 8 jours | | Élisabeth Ire (17 novembre 1558 - 24 mars 1603) |
| | Anne Stanley | cousine | 28 septembre 1596 décès de sa grand-mère | 24 mars 1603 avènement de Jacques Ier | 6 ans, 5 mois et 24 jours | Frances Stanley sa sœur | Élisabeth Ire (17 novembre 1558 - 24 mars 1603) |

### Maison Stuart (1603-1649, 1660-1714)
Avec l'avènement de Jacques VI d'Écosse sur le trône d'Irlande le 24 mars 1603, la liste des héritiers des trônes d'Écosse et d'Irlande se confond jusqu'à l'Acte d'Union du 1er mai 1707.
| Héritier                                                                | Héritier                                           | Parenté avec le monarque | Devient héritier                    | Cesse d'être héritier                    | Durée                      | 2e dans l'ordre de succession parenté avec l'héritier, dates                  | Nom du monarque dates de règne               |
| Portrait                                                                | Nom                                                | Parenté avec le monarque | Devient héritier                    | Cesse d'être héritier                    | Durée                      | 2e dans l'ordre de succession parenté avec l'héritier, dates                  | Nom du monarque dates de règne               |
| ----------------------------------------------------------------------- | -------------------------------------------------- | ------------------------ | ----------------------------------- | ---------------------------------------- | -------------------------- | ----------------------------------------------------------------------------- | -------------------------------------------- |
|                                                                         | Henri-Frédéric Stuart, prince de Galles            | fils                     | 24 mars 1603 avènement de son père  | 6 novembre 1612 son décès                | 9 ans, 7 mois et 13 jours  | Charles Stuart, duc d'York son frère                                          | Jacques Ier (24 mars 1603 - 27 mars 1625)    |
|                                                                         | Charles Stuart, prince de Galles futur Charles Ier | fils                     | 6 novembre 1612 décès de son frère  | 27 mars 1625 son avènement               | 12 ans, 4 mois et 21 jours | Élisabeth Stuart, électrice palatine sa sœur                                  | Jacques Ier (24 mars 1603 - 27 mars 1625)    |
|                                                                         | Élisabeth Stuart, électrice palatine               | sœur                     | 27 mars 1625 avènement de son frère | 29 mai 1630 naissance de son neveu       | 5 ans, 2 mois et 2 jours   | Henri-Frédéric du Palatinat son fils (27 mars 1625 - 7 janvier 1629)          | Charles Ier (27 mars 1625 - 30 janvier 1649) |
| Charles Louis du Palatinat son fils (7 janvier 1629 - 29 mai 1630)      | Élisabeth Stuart, électrice palatine               | sœur                     | 27 mars 1625 avènement de son frère | 29 mai 1630 naissance de son neveu       | 5 ans, 2 mois et 2 jours   |                                                                               | Charles Ier (27 mars 1625 - 30 janvier 1649) |
|                                                                         | Charles Stuart, prince de Galles futur Charles II  | fils                     | 29 mai 1630 sa naissance            | 8 février 1649 abolition de la monarchie | 18 ans, 8 mois et 10 jours | Élisabeth Stuart, électrice palatine sa tante (29 mai 1630 - 4 novembre 1631) | Charles Ier (27 mars 1625 - 30 janvier 1649) |
| Marie-Henriette Stuart sa sœur (4 novembre 1631 - 14 octobre 1633)      | Charles Stuart, prince de Galles futur Charles II  | fils                     | 29 mai 1630 sa naissance            | 8 février 1649 abolition de la monarchie | 18 ans, 8 mois et 10 jours |                                                                               | Charles Ier (27 mars 1625 - 30 janvier 1649) |
| Jacques Stuart, duc d'York son frère (14 octobre 1633 - 8 février 1649) | Charles Stuart, prince de Galles futur Charles II  | fils                     | 29 mai 1630 sa naissance            | 8 février 1649 abolition de la monarchie | 18 ans, 8 mois et 10 jours |                                                                               | Charles Ier (27 mars 1625 - 30 janvier 1649) |

| Héritier                                                                            | Héritier                                         | Parenté avec le monarque | Devient héritier                        | Cesse d'être héritier                     | Durée                      | 2e dans l'ordre de succession parenté avec l'héritier, dates                           | Nom du monarque dates de règne                 |
| Portrait                                                                            | Nom                                              | Parenté avec le monarque | Devient héritier                        | Cesse d'être héritier                     | Durée                      | 2e dans l'ordre de succession parenté avec l'héritier, dates                           | Nom du monarque dates de règne                 |
| ----------------------------------------------------------------------------------- | ------------------------------------------------ | ------------------------ | --------------------------------------- | ----------------------------------------- | -------------------------- | -------------------------------------------------------------------------------------- | ---------------------------------------------- |
|                                                                                     | Jacques Stuart, duc d'York futur Jacques II      | frère                    | 29 mai 1660 avènement de son frère      | 6 février 1685 son avènement              | 24 ans, 8 mois et 8 jours  | Henri Stuart, duc de Gloucester son frère (29 mai - 13 septembre 1660)                 | Charles II (29 mai 1660 - 6 février 1685)      |
| Marie-Henriette Stuart, princesse d'Orange sa sœur (13 septembre - 22 octobre 1660) | Jacques Stuart, duc d'York futur Jacques II      | frère                    | 29 mai 1660 avènement de son frère      | 6 février 1685 son avènement              | 24 ans, 8 mois et 8 jours  |                                                                                        | Charles II (29 mai 1660 - 6 février 1685)      |
| Charles Stuart, duc de Cambridge son fils (22 octobre 1660 - 5 mai 1661)            | Jacques Stuart, duc d'York futur Jacques II      | frère                    | 29 mai 1660 avènement de son frère      | 6 février 1685 son avènement              | 24 ans, 8 mois et 8 jours  |                                                                                        | Charles II (29 mai 1660 - 6 février 1685)      |
| Guillaume, prince d'Orange son neveu (5 mai 1661 - 30 avril 1662)                   | Jacques Stuart, duc d'York futur Jacques II      | frère                    | 29 mai 1660 avènement de son frère      | 6 février 1685 son avènement              | 24 ans, 8 mois et 8 jours  |                                                                                        | Charles II (29 mai 1660 - 6 février 1685)      |
| Marie Stuart sa fille (30 avril 1662 - 12 juillet 1663)                             | Jacques Stuart, duc d'York futur Jacques II      | frère                    | 29 mai 1660 avènement de son frère      | 6 février 1685 son avènement              | 24 ans, 8 mois et 8 jours  |                                                                                        | Charles II (29 mai 1660 - 6 février 1685)      |
| Jacques Stuart, duc de Cambridge son fils (12 juillet 1663 - 20 juin 1667)          | Jacques Stuart, duc d'York futur Jacques II      | frère                    | 29 mai 1660 avènement de son frère      | 6 février 1685 son avènement              | 24 ans, 8 mois et 8 jours  |                                                                                        | Charles II (29 mai 1660 - 6 février 1685)      |
| Marie Stuart sa fille (20 juin - 14 septembre 1667)                                 | Jacques Stuart, duc d'York futur Jacques II      | frère                    | 29 mai 1660 avènement de son frère      | 6 février 1685 son avènement              | 24 ans, 8 mois et 8 jours  |                                                                                        | Charles II (29 mai 1660 - 6 février 1685)      |
| Edgar Stuart, duc de Cambridge son fils (14 septembre 1667 - 8 juin 1671)           | Jacques Stuart, duc d'York futur Jacques II      | frère                    | 29 mai 1660 avènement de son frère      | 6 février 1685 son avènement              | 24 ans, 8 mois et 8 jours  |                                                                                        | Charles II (29 mai 1660 - 6 février 1685)      |
| Marie Stuart sa fille (8 juin 1671 - 7 novembre 1677)                               | Jacques Stuart, duc d'York futur Jacques II      | frère                    | 29 mai 1660 avènement de son frère      | 6 février 1685 son avènement              | 24 ans, 8 mois et 8 jours  |                                                                                        | Charles II (29 mai 1660 - 6 février 1685)      |
| Charles Stuart, duc de Cambridge son fils (7 novembre - 12 décembre 1677)           | Jacques Stuart, duc d'York futur Jacques II      | frère                    | 29 mai 1660 avènement de son frère      | 6 février 1685 son avènement              | 24 ans, 8 mois et 8 jours  |                                                                                        | Charles II (29 mai 1660 - 6 février 1685)      |
| Marie Stuart, princesse d'Orange sa fille (12 décembre 1677 - 6 février 1685)       | Jacques Stuart, duc d'York futur Jacques II      | frère                    | 29 mai 1660 avènement de son frère      | 6 février 1685 son avènement              | 24 ans, 8 mois et 8 jours  |                                                                                        | Charles II (29 mai 1660 - 6 février 1685)      |
|                                                                                     | Marie Stuart, princesse d'Orange future Marie II | fille                    | 6 février 1685 avènement de son père    | 10 juin 1688 naissance de son demi-frère  | 2 ans, 6 mois et 4 jours   | Anne Stuart sa sœur                                                                    | Jacques II (6 février 1685 - 11 décembre 1688) |
|                                                                                     | Jacques François Stuart, prince de Galles        | fils                     | 10 juin 1688 sa naissance               | 11 décembre 1688 déposition de Jacques II | 6 mois et 1 jour           | Marie Stuart, princesse d'Orange sa demi-sœur                                          | Jacques II (6 février 1685 - 11 décembre 1688) |
|                                                                                     | Guillaume III                                    | cousin / époux           | 13 février 1689 avènement de son épouse | 28 décembre 1694 devient seul monarque    | 5 ans, 10 mois et 15 jours | Anne Stuart sa belle-sœur et cousine                                                   | Marie II (13 février 1689 - 28 décembre 1694)  |
|                                                                                     | Marie II                                         | cousine / épouse         | 13 février 1689 avènement de son époux  | 28 décembre 1694 son décès                | 5 ans, 10 mois et 15 jours | Anne Stuart sa sœur                                                                    | Guillaume III (13 février 1689 - 8 mars 1702)  |
|                                                                                     | Anne Stuart future Anne                          | cousine / belle-sœur     | 28 décembre 1694 décès de sa sœur       | 8 mars 1702 son avènement                 | 7 ans, 2 mois et 8 jours   | Guillaume de Danemark, duc de Gloucester son fils (28 décembre 1694 - 30 juillet 1700) | Guillaume III (13 février 1689 - 8 mars 1702)  |
| aucun (30 juillet 1700 - 12 juin 1701)                                              | Anne Stuart future Anne                          | cousine / belle-sœur     | 28 décembre 1694 décès de sa sœur       | 8 mars 1702 son avènement                 | 7 ans, 2 mois et 8 jours   |                                                                                        | Guillaume III (13 février 1689 - 8 mars 1702)  |
| Sophie de Bohême sa cousine (12 juin 1701 - 8 mars 1702)                            | Anne Stuart future Anne                          | cousine / belle-sœur     | 28 décembre 1694 décès de sa sœur       | 8 mars 1702 son avènement                 | 7 ans, 2 mois et 8 jours   |                                                                                        | Guillaume III (13 février 1689 - 8 mars 1702)  |
|                                                                                     | Sophie de Bohême                                 | cousine                  | 8 mars 1702 avènement de sa cousine     | 8 juin 1714 son décès                     | 12 ans et 3 mois           | George, électeur de Hanovre son fils                                                   | Anne (8 mars 1702 - 1er août 1714)             |
|                                                                                     | George, électeur de Hanovre futur George Ier     | cousin                   | 8 juin 1714 décès de sa mère            | 1er août 1714 son avènement               | 1 mois et 24 jours         | George, duc de Cambridge son fils                                                      | Anne (8 mars 1702 - 1er août 1714)             |

#### Succession jacobite (1688-1807)
En dépit de la Glorieuse Révolution, les partisans de Jacques II continuent à le reconnaître comme roi d'Irlande et ne reconnaissent pas l'Acte d'Union du 1er janvier 1801 instaurant le Royaume-Uni de Grande-Bretagne et d'Irlande. La liste des héritiers des prétendants jacobites aux trônes d'Angleterre, d'Écosse et d'Irlande se confond jusqu'à la mort du dernier prétendant, Henri Benoît Stuart, le 13 juillet 1807.
| Héritier                                                                                 | Héritier                                                 | Parenté avec le prétendant | Devient héritier                                        | Cesse d'être héritier                                    | Durée                       | 2e dans l'ordre de succession parenté avec l'héritier, dates                         | Nom du prétendant dates de revendication                       |
| Portrait                                                                                 | Nom                                                      | Parenté avec le prétendant | Devient héritier                                        | Cesse d'être héritier                                    | Durée                       | 2e dans l'ordre de succession parenté avec l'héritier, dates                         | Nom du prétendant dates de revendication                       |
| ---------------------------------------------------------------------------------------- | -------------------------------------------------------- | -------------------------- | ------------------------------------------------------- | -------------------------------------------------------- | --------------------------- | ------------------------------------------------------------------------------------ | -------------------------------------------------------------- |
|                                                                                          | Jacques François Stuart, prince de Galles                | fils                       | 11 décembre 1688 succession jacobite de son père        | 16 septembre 1701 devient prétendant                     | 12 ans, 9 mois et 5 jours   | Marie Stuart, princesse d'Orange sa demi-sœur (11 décembre 1688 - 28 décembre 1694)  | Jacques II (11 décembre 1688 - 16 septembre 1701)              |
| Anne Stuart sa demi-sœur (28 décembre 1694 - 16 septembre 1701)                          | Jacques François Stuart, prince de Galles                | fils                       | 11 décembre 1688 succession jacobite de son père        | 16 septembre 1701 devient prétendant                     | 12 ans, 9 mois et 5 jours   |                                                                                      | Jacques II (11 décembre 1688 - 16 septembre 1701)              |
|                                                                                          | Anne Stuart                                              | demi-sœur                  | 16 septembre 1701 succession jacobite de son demi-frère | 1er août 1714 son décès                                  | 12 ans, 10 mois et 16 jours | Louise Marie Thérèse Stuart sa demi-sœur (16 septembre 1701 - 18 avril 1712)         | Jacques François Stuart (16 septembre 1701 - 1er janvier 1766) |
| Anne-Marie d'Orléans, reine de Sicile sa cousine (18 avril 1712 - 1er août 1714)         | Anne Stuart                                              | demi-sœur                  | 16 septembre 1701 succession jacobite de son demi-frère | 1er août 1714 son décès                                  | 12 ans, 10 mois et 16 jours |                                                                                      | Jacques François Stuart (16 septembre 1701 - 1er janvier 1766) |
|                                                                                          | Anne-Marie d'Orléans, reine de Sicile, puis de Sardaigne | cousine                    | 1er août 1714 décès de sa cousine                       | 31 décembre 1720 naissance de son cousin                 | 6 ans, 4 mois et 30 jours   | Victor-Amédée de Savoie, prince de Piémont son fils (1er août 1714 - 22 mars 1715)   | Jacques François Stuart (16 septembre 1701 - 1er janvier 1766) |
| Charles-Emmanuel de Savoie, prince de Piémont son fils (22 mars 1715 - 31 décembre 1720) | Anne-Marie d'Orléans, reine de Sicile, puis de Sardaigne | cousine                    | 1er août 1714 décès de sa cousine                       | 31 décembre 1720 naissance de son cousin                 | 6 ans, 4 mois et 30 jours   |                                                                                      | Jacques François Stuart (16 septembre 1701 - 1er janvier 1766) |
|                                                                                          | Charles Édouard Stuart                                   | fils                       | 31 décembre 1720 sa naissance                           | 1er janvier 1766 devient prétendant                      | 45 ans et 1 jour            | Anne-Marie d'Orléans, reine de Sardaigne sa cousine (31 décembre 1720 - 6 mars 1725) | Jacques François Stuart (16 septembre 1701 - 1er janvier 1766) |
| Henri Benoît Stuart son frère (6 mars 1725 - 1er janvier 1766)                           | Charles Édouard Stuart                                   | fils                       | 31 décembre 1720 sa naissance                           | 1er janvier 1766 devient prétendant                      | 45 ans et 1 jour            |                                                                                      | Jacques François Stuart (16 septembre 1701 - 1er janvier 1766) |
|                                                                                          | Henri Benoît Stuart                                      | frère                      | 1er janvier 1766 succession jacobite de son frère       | 31 janvier 1788 devient prétendant                       | 22 ans et 30 jours          | Charles-Emmanuel, roi de Sardaigne son cousin (1er janvier 1766 - 20 février 1773)   | Charles Édouard Stuart (1er janvier 1766 - 31 janvier 1788)    |
| Victor-Amédée, roi de Sardaigne son cousin (20 février 1773 - 31 janvier 1788)           | Henri Benoît Stuart                                      | frère                      | 1er janvier 1766 succession jacobite de son frère       | 31 janvier 1788 devient prétendant                       | 22 ans et 30 jours          |                                                                                      | Charles Édouard Stuart (1er janvier 1766 - 31 janvier 1788)    |
|                                                                                          | Victor-Amédée, roi de Sardaigne                          | cousin                     | 31 janvier 1788 succession jacobite de son cousin       | 16 octobre 1796 son décès                                | 8 ans, 8 mois et 15 jours   | Charles-Emmanuel, prince de Piémont son fils                                         | Henri Benoît Stuart (31 janvier 1788 - 13 juillet 1807)        |
|                                                                                          | Charles-Emmanuel, roi de Sardaigne                       | cousin                     | 16 octobre 1796 décès de son père                       | 13 juillet 1807 ne revendique pas la succession jacobite | 10 ans, 8 mois et 27 jours  | Victor-Emmanuel, roi de Sardaigne son frère                                          | Henri Benoît Stuart (31 janvier 1788 - 13 juillet 1807)        |

### Maison de Hanovre (1714-1801)
Avec l'avènement de George Ier de Hanovre sur le trône d'Irlande le 1er août 1714, la liste des héritiers des trônes d'Irlande et de Hanovre se confond jusqu'à l'Acte d'Union du 1er janvier 1801.
| Héritier                                                                   | Héritier                                  | Parenté avec le monarque | Devient héritier                       | Cesse d'être héritier               | Durée                       | 2e dans l'ordre de succession parenté avec l'héritier, dates                    | Nom du monarque dates de règne                  |
| Portrait                                                                   | Nom                                       | Parenté avec le monarque | Devient héritier                       | Cesse d'être héritier               | Durée                       | 2e dans l'ordre de succession parenté avec l'héritier, dates                    | Nom du monarque dates de règne                  |
| -------------------------------------------------------------------------- | ----------------------------------------- | ------------------------ | -------------------------------------- | ----------------------------------- | --------------------------- | ------------------------------------------------------------------------------- | ----------------------------------------------- |
|                                                                            | George, prince de Galles futur George II  | fils                     | 1er août 1714 avènement de son père    | 22 juin 1727 son avènement          | 12 ans, 10 mois et 21 jours | Frédéric, duc d'Édimbourg son fils                                              | George Ier (1er août 1714 - 22 juin 1727)       |
|                                                                            | Frédéric, prince de Galles                | fils                     | 22 juin 1727 avènement de son père     | 31 mars 1751 son décès              | 23 ans, 9 mois et 9 jours   | William, duc de Cumberland son frère (22 juin 1727 - 31 juillet 1737)           | George II (22 juin 1727 - 25 octobre 1760)      |
| Augusta sa fille (31 juillet 1737 - 4 juin 1738)                           | Frédéric, prince de Galles                | fils                     | 22 juin 1727 avènement de son père     | 31 mars 1751 son décès              | 23 ans, 9 mois et 9 jours   |                                                                                 | George II (22 juin 1727 - 25 octobre 1760)      |
| George son fils (4 juin 1738 - 31 mars 1751)                               | Frédéric, prince de Galles                | fils                     | 22 juin 1727 avènement de son père     | 31 mars 1751 son décès              | 23 ans, 9 mois et 9 jours   |                                                                                 | George II (22 juin 1727 - 25 octobre 1760)      |
|                                                                            | George, prince de Galles futur George III | petit-fils               | 31 mars 1751 décès de son père         | 25 octobre 1760 son avènement       | 9 ans, 6 mois et 24 jours   | Édouard-Auguste, duc d'York et d'Albany son frère                               | George II (22 juin 1727 - 25 octobre 1760)      |
|                                                                            | Édouard-Auguste, duc d'York et d'Albany   | frère                    | 25 octobre 1760 avènement de son frère | 12 août 1762 naissance de son neveu | 1 an, 9 mois et 18 jours    | William Henry son frère                                                         | George III (25 octobre 1760 - 1er janvier 1801) |
|                                                                            | George, prince de Galles futur George IV  | fils                     | 12 août 1762 sa naissance              | 1er janvier 1801 Acte d'Union       | 38 ans, 4 mois et 20 jours  | Édouard-Auguste, duc d'York et d'Albany son oncle (12 août 1762 - 16 août 1763) | George III (25 octobre 1760 - 1er janvier 1801) |
| Frédéric, duc d'York et d'Albany son frère (16 août 1763 - 7 janvier 1796) | George, prince de Galles futur George IV  | fils                     | 12 août 1762 sa naissance              | 1er janvier 1801 Acte d'Union       | 38 ans, 4 mois et 20 jours  |                                                                                 | George III (25 octobre 1760 - 1er janvier 1801) |
| Charlotte de Galles sa fille (7 janvier 1796 - 1er janvier 1801)           | George, prince de Galles futur George IV  | fils                     | 12 août 1762 sa naissance              | 1er janvier 1801 Acte d'Union       | 38 ans, 4 mois et 20 jours  |                                                                                 | George III (25 octobre 1760 - 1er janvier 1801) |